# Jug SAD-a
Jug SAD-a ili Južne sjedinjene države (uobičajeni su i nazivi američki Jug, Dixie, duboki Jug, ili jednostavno-Jug) predstavlja veliko karakteristično područje u jugoistočnom i središnjem jugu Sjedinjenih američkih država. Zbog jedinstvenog kulturnog i povijesnog identiteta područja, uključujući Indijance, rane europske doseljenike engleskog, škotsko-irskog, škotskog, francuskog i njemačkog porijekla, uvoz stotina tisuća porobljenih Afrikanaca, rast velikog broja Afroamerikanaca, oslanjanje na robovski rad, i nasljeđe Konfederacije nakon američkog građanskog rata, Jug je razvio vlastite običaje, književnost, glazbene stilove, i raznoliku kuhinju, što se duboko ukorjenilo u tradicionalnoj američkoj kulturi.
U posljednjih nekoliko desetljeća, Jug se više industrijalizirao i urbanizirao, privlačeći brojne unutarnje i međunarodne emigrante. Američki Jug je među najbrže razvijajućim područjima u SAD-u. Unatoč ekonomskom rastu, na Jugu i dalje postoji siromaštvo, a sve države Juga, s iznimkama u Virginiji i Floridi, imaju veću stopu siromaštva od prosječne u Americi. Siromaštvo je osobito učestalo u ruralnim područjima.

## Simboli
Borbena zastava Konfederacije je postala vrlo kontroverzan simbol diljem Sjedinjenih Država kao simbol prkosa mnogih na Jugu koji su se protivili pokretima za građanska prava. Iako se zastava i drugi podsjetnici na Stari Jug mogu pronaći na automobilskim naljepnicama, majicama, istaknute na kućama, određena ograničenja u isticanju tih simbola (osobito na javnim zgradama) su nametnuta zakonom. Kao rezultat toga, skupine kao što su League of the South (Liga Juga) i dalje promiču otcjepljenje od Sjedinjenih Država, navodeći kao razlog zaštitu i obranu baštine Juga. S druge strane su grupe kao Southern Poverty Law Center (SPLC) koje vjeruju da je Liga organizacija koja potiče na mržnju. Kako god bilo, mnogi Južnjaci koriste zastavu da se poistovjete s Jugom, pravima saveznih država, i južnjačkom tradicijom.
Ostali simboli Juga uključuju Lijepu plavu zastavu, drvo magnolije, i pjesmu Dixie.